# جتين دوغان
جتين دوغان (بالتركية: Çetin Doğan)‏ هو كاتب غير روائي وضابط تركي، ولد في 15 مايو 1940 في ماجقة في تركيا.